# 新浜町 (半田市)
新浜町（しんはまちょう）は、愛知県半田市の地名。

## 地理
半田市南部に位置する。東は衣浦港、西は前潟町、南は川崎町、北は神明町・港町に接する。

## 交通
- 衣浦臨海鉄道[1]

## 施設
- 日本ガイシ知多製造場[1]

### WEB
1. ↑  “愛知県半田市の町丁・字一覧”.   人口統計ラボ. 2023年11月25日閲覧。
2. ↑  総務省統計局 (2022年2月10日). “令和2年国勢調査の調査結果(e-Stat) - 男女別人口，外国人人口及び世帯数－町丁・字等” (CSV). 2023年8月2日閲覧。
3. ↑  “愛知県半田市の郵便番号一覧”.   日本郵便. 2023年11月25日閲覧。
4. ↑  “市外局番の一覧” (PDF).   総務省 (2022年3月1日). 2022年3月22日閲覧。

### 書籍
1. 1 2 3 4  「角川日本地名大辞典」編纂委員会 1989, p. 1820.